# Здоровецкие Выселки
Здоровецкие Выселки — деревня в Ливенском районе Орловской области России. Административный центр Здоровецкого сельского поселения.

## География
Деревня находится на расстоянии 10 км к северо-западу от города Ливны, административного центра района, и 111 км к юго-востоку от города Орёл, административного центра области.

### Часовой пояс
Деревня Здоровецкие Выселки, как и вся Орловская область, находится в часовой зоне МСК (московское время). Смещение применяемого времени относительно UTC составляет +3:00.

## История
В писцовых книгах 1684 года упоминается деревня «верх колодезя Здоровца на Липовом отвершку», которая позже была разорена ханским набегом. Переселенцы этой деревни и основали Здоровецкие выселки:210.

## Население
| 2002 | 2010 |
| ---- | ---- |
| 579  | ↘576 |

### Национальный состав
Согласно результатам переписи 2002 года, в национальной структуре населения русские составляли 91 % из 579 чел.